# Karabo Mathang-Tshabuse
Karabo Mathang-Tshabuse (sinh 1987/88)  là một quản lý và môi giới bóng đá. Năm 2009, cô trở thành nữ đại lý bóng đá được chứng nhận FIFA đầu tiên của Nam Phi. Năm 2007, cô là người sáng lập công ty quản lý thể thao Pmanagement.

## Cuộc sống cá nhân
Mathang-Tshabuse được sinh ra ở Orlando East, Soweto, Nam Phi. Cha cô làm việc trong lĩnh vực phát triển kinh tế cho thành phố Johannesburg. Lớn lên, Mathang-Tshabuse sống cách ba ngôi nhà của Jomo Sono. Cô tham dự trận bóng đá đầu tiên của mình vào năm 5 tuổi, và thường xuyên tham dự các trận bóng đá với người chồng bây giờ của cô, Josy và Nonhlanhla Nkosi, người sau này trở thành giám đốc tiếp thị cho Kaizer Chiefs. Mathang-Tshabuse quyết định từ bỏ chơi bóng đá khi còn học trung học. Mathang-Tshabuse có bằng cử nhân về truyền thông và quan hệ quốc tế tại Đại học Witwatersrand (Wits), và năm 2014, cô bắt đầu học luật tại Wits. Mathang-Tshabuse đã có hai con.

## Nghề nghiệp
Năm 2007, Mathang đã mở công ty quản lý thể thao Pmanagement của mình với người chồng bây giờ là Josy và Nonhlanhla Nkosi, giám đốc tiếp thị của Kaizer Chiefs. Công ty được thành lập để trinh sát các cầu thủ bóng đá nghiệp dư để tìm ra các tài năng bóng đá chuyên nghiệp. Công ty của cô đã trinh sát những cầu thủ như Amanda Dlamini, Tendai Ndoro và Ronald Kampamba. Nkosi rời Management vào năm 2012.
Trong khi đăng ký làm đại lý bóng đá chuyên nghiệp, cô đã phải trả 1 triệu R bảo hiểm bồi thường cho Hiệp hội bóng đá Nam Phi (SAFA), bằng cách sử dụng tiền mà công ty của cô đã kiếm được. Năm 2009, ở tuổi 21, Mathang trở thành đại lý bóng đá nữ đầu tiên của Nam Phi được FIFA và SAFA công nhận., mặc dù cô đã thi trượt kỳ thi đại lý bóng đá hai lần. Vào năm 2015, Mathang-Tshabuse đã thành lập Hiệp hội các Đại lý được Công nhận, để thử và giải quyết vấn đề của các đại lý bóng đá không có giấy phép trong bóng đá Nam Phi. Cùng năm đó, Mathang-Tshabuse đã được đưa vào danh sách 100 Phụ nữ của BBC.